# Kalinovik

A vila de Kalinovik (em azul escuro) no mapa da Bósnia e Herzegovina

Kalinovik (no alfabeto cirílico Калиновик) é uma vila e município na República Sérvia (Srpska), parte integrada da Bósnia e Herzegovina. 
Kalinovik está localizada a cerca de 40 quilômetros ao sul de Saraievo.